# Messehaus am Markt

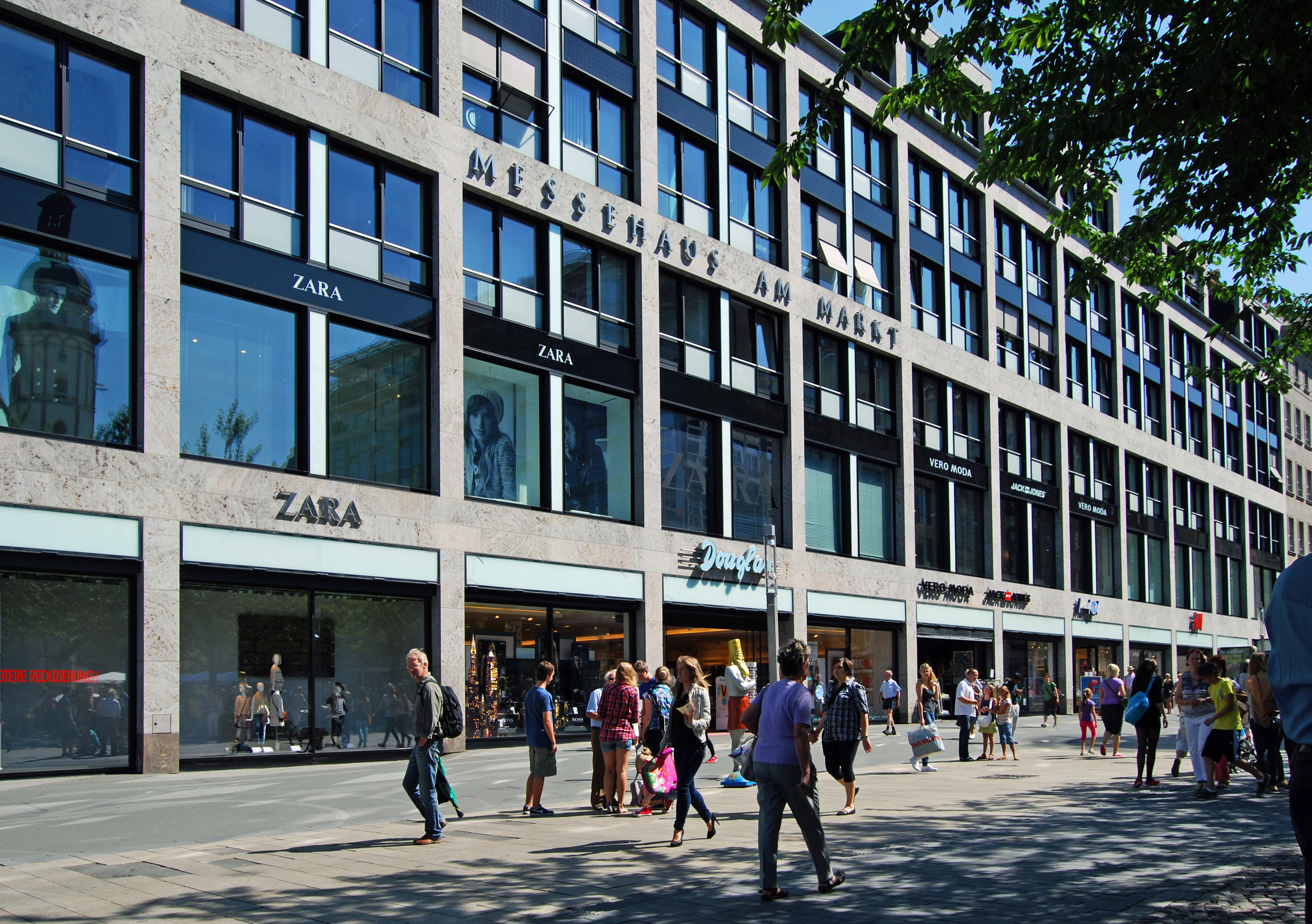
Messehaus am Markt (2012)

Das Messehaus am Markt ist ein Geschäftshaus in Leipzig. Es entstand durch Umbau des 1963 für die Leipziger Buchmesse errichteten Messehauses am Markt.

## Lage und Beschreibung
Das fünfstöckige etwa 20 Meter breite und 85 Meter lange Gebäude weist mit seiner Schmalseite zum Markt, die Längsseite liegt an der Petersstraße. Der Stahlskelettbau ist mit Muschelkalk verkleidet. Das Muschelkalkraster um große Glasflächen fasst je zwei Geschosse und zwei der Fensterachsen des Vorgängerbaus zusammen. So entstanden vier breite Achsen zum Markt und vierzehn zur Petersstraße. Jede zweite der Achsen ist als Gaube bis ins Satteldach geführt. Am südlichen Ende leitet wie beim Vorgängerbau ein Passagengang zum Passagensystem Mädler-, Königshaus- und Messehofpassage.

## Geschichte
An der Ecke Markt/Petersstraße befand sich ab 1696 ein Kaffeehaus, in das 1708 der Hofchocolatier Johannes Lehmann das 1701 von Georg Philipp Telemann gegründete und nun unter der Leitung von Melchior Hoffmann stehende Collegium Musicum engagierte, wo es zweimal in der Woche spielte, bevor es 1723 in das Zimmermannsche Kaffeehaus umzog. 1736 enthielt das Gebäude kein Kaffeehaus mehr.

Vorgängerbauten
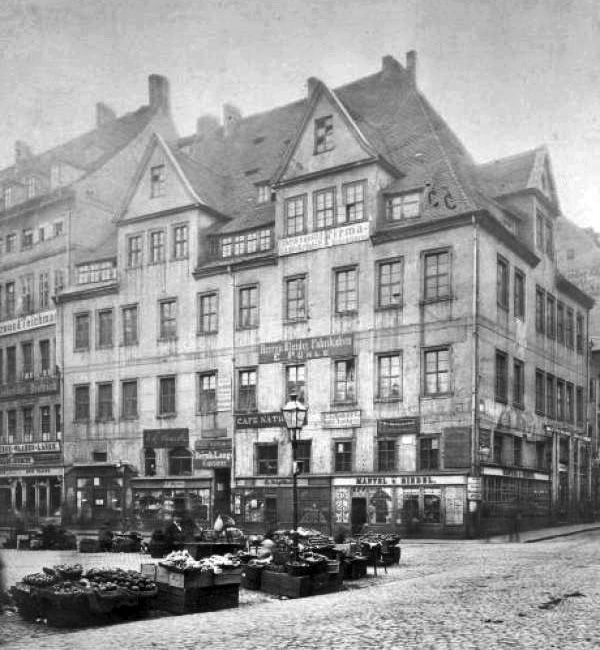
Café National (1875)
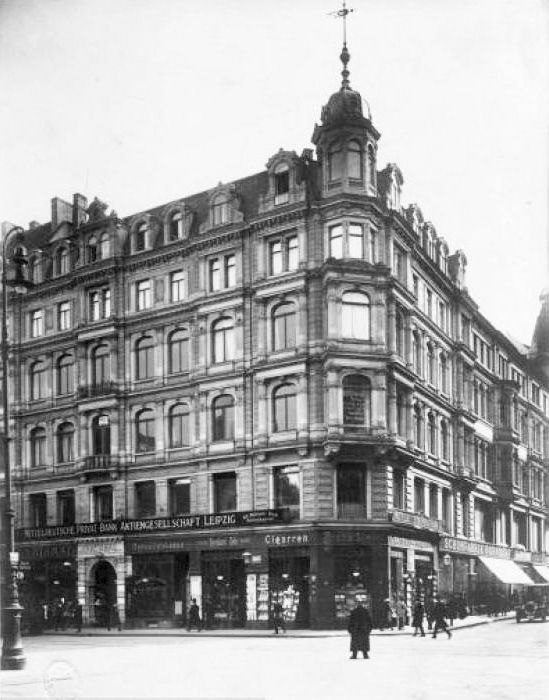
Messehaus National (1913)
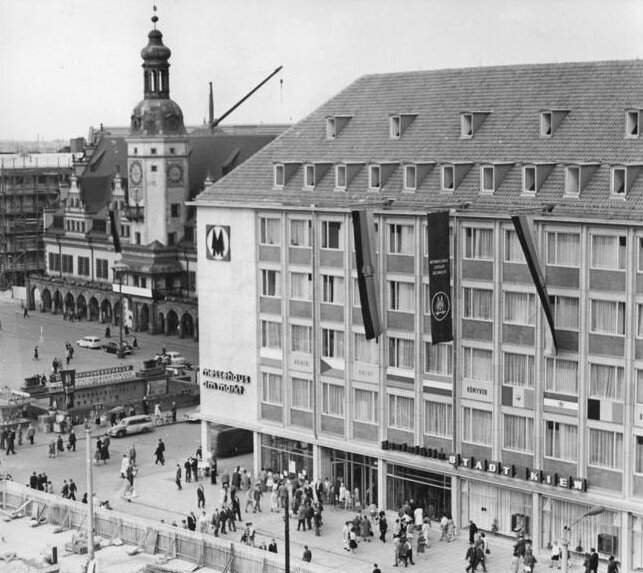
Messehaus am Markt (1963)

1793 etablierte sich hier das Café National. 1877 wurde das Gebäude abgerissen und 1879 durch einen fünfgeschossigen Gründerzeitbau ersetzt, der als Konders Hof bezeichnet wurde. Unter Einbeziehung der Grundstücke Petersstraße 1–7 wurde dieser 1913 zu einem Messehaus umgebaut, das in Anlehnung an das frühere Café den Namen Messehaus National erhielt. Im Erdgeschoss befanden sich Bier- und Speisegaststätten, Ulrichs Bräu in den 1920er Jahren, das Markt-Restaurant in den 1930ern.
Das Messehaus National wurde im Zweiten Weltkrieg zerstört. Von 1961 bis 1963 wurde das Messehaus am Markt nach Plänen eines Architektenkollektivs unter der Leitung von Frieder Gebhardt errichtet. Der Stahlskelettbau mit betonwerksteinverkleideten Außenstützen besaß Fensterbrüstungen aus rotem Steinzeugmosaik. In diesem Gebäude fand von 1963 bis 1997 die Leipziger Buchmesse statt, bis sie 1998 auf das neue Messegelände umzog. In den 1990er Jahren diente es auch zur Durchführung der Immobilienmessen. Von 1963 bis 1991 befand sich in der Erdgeschosszone das Restaurant Stadt Kiew.
2004/2005 erfolgte nach Plänen des Architektenbüros Weis & Volkmann der Umbau des zuletzt weitgehend leerstehenden Gebäudes zu einem Geschäftshaus.